# Дейн Скарлетт
Дейн Ска́рлетт (англ. Dane Scarlett; 24 березня 2004, Гіллінгдон) — англійський футболіст, нападник клубу «Тоттенгем Готспур». На правах оренди грає за «Портсмут».

## Клубна кар'єра
Уродженець боро Гіллінгдон з передмістя Лондона. Є вихованцем клубу «Тоттенгем Готспур». Перед сезоном 2020/21 залучався до тренувань із основною командою клубу, виступав у товариських зустрічах.
26 листопада 2020 року, після «покеру» за юнацьку команду «Тоттенгема», Скарлетт дебютував за основну команду у поєдинку Ліги Європи проти болгарського «Лудогорця», вийшовши на заміну на 82-й хвилині замість Лукаса Моури. У віці 16 років і 247 днів він став наймолодшим гравцем, який коли-небудь з'являвся на полі у футболці «шпор», змістивши з місця рекордсмена Джона Бостока. 7 лютого 2021 року Скарлетт дебютував у Прем'єр-лізі, вийшовши з лавки запасних у компенсований час гри проти «Вест Бромвіч Альбіон». Після завершення сезону 2021/22 Скарлетт підписав новий контракт з «Тоттенгемом» до 2026 року.

## Кар'єра у збірній
Виступав за юнацьку збірні Англії до 15 років, а у серпні 2019 року Скарлетт провів свій єдиний матч за юнацьку збірну Англії до 16 років, зігравши проти однолітків з Данії (2:0), де забив обидва голи своєї команди.
2 вересня 2021 року Скарлетт дебютував за збірну Англії до 19 років у товариській грі проти Італії (2:0), де забив гол. Наступного року Дейн з командою поїхав на юнацький чемпіонат Європи 2022 року в Словаччині, де зіграв в 4 матчах, відзначився дублем у грі групового етапу проти Сербії (4:0) і допоміг своїй команді стати чемпіоном Європи.

## Досягнення
Юнацька збірна Англії
- Переможець юнацького чемпіонату Європи до 19 років: 2022

Тоттенгем Готспур
- Переможець Ліги Європи УЄФА: 2025